# 1815 Beethoven
Az 1815 Beethoven (ideiglenes jelöléssel 1932 CE1) a Naprendszer kisbolygóövében található aszteroida. Karl Wilhelm Reinmuth fedezte fel 1932. január 27-én.